# Hubert Skowronek
Hubert Skowronek  (3. prosince 1941 Gliwice – 6. ledna 1979) byl polský fotbalový záložník.

## Fotbalová kariéra
Začínal v týmu Piast Gliwice.
Polskou nejvyšší soutěž hrál za Śląsk Wrocław a Górnik Zabrze. Nastoupil ve 176 ligových utkáních a dal 25 gólů. S Górnikem Zabrze získal dvakrát mistrovský titul a pětkrát vyhrál pohár. V Poháru mistrů evropských zemí nastoupil v 6 utkáních a v Poháru vítězů pohárů nastoupil v 10 utkáních a dal 2 góly. Za polskou reprezentaci nastoupil v roce 1966 v přátelském utkání s Izraelem.

## Ligová bilance
| Ročník                   | Zápasy | Góly | Klub          |
| ------------------------ | ------ | ---- | ------------- |
| 2. polská liga 1959      | -      | -    | Piast Gliwice |
| 2. polská liga 1960      | -      | -    | Piast Gliwice |
| 2. polská liga 1961      | -      | -    | Piast Gliwice |
| 2. polská liga 1962      | -      | -    | Piast Gliwice |
| 2. polská liga 1962/1963 | -      | -    | Śląsk Wrocław |
| 2. polská liga 1963/1964 | 26     | 9    | Śląsk Wrocław |
| 1. polská liga 1964/1965 | 9      | 1    | Śląsk Wrocław |
| 1. polská liga 1965/1966 | 26     | 7    | Śląsk Wrocław |
| 1. polská liga 1966/1967 | 24     | 3    | Śląsk Wrocław |
| I Liga 1967/1968         | 7      | 0    | Górnik Zabrze |
| I Liga 1968/1969         | 23     | 4    | Górnik Zabrze |
| I Liga 1969/1970         | 16     | 0    | Górnik Zabrze |
| I Liga 1970/1971         | 26     | 6    | Górnik Zabrze |
| I Liga 1971/1972         | 21     | 2    | Górnik Zabrze |
| I Liga 1972/1973         | 24     | 2    | Górnik Zabrze |
| CELKEM I Liga            | 176    | 25   |               |